# Lipocarpha occidentalis
Lipocarpha occidentalis là loài thực vật có hoa trong họ Cói. Loài này được (A.Gray) G.C.Tucker mô tả khoa học đầu tiên năm 1987.